# Blaise Briod
Pour la commune, voir Briod.
Blaise Briod, nom de plume de Louis Ulysse Briod, (né en 1896 et mort le 3 août 1981) est un traducteur, poète et enseignant vaudois.

## Biographie
Fils d'un instituteur d'origine vaudoise et protestante, Louis Ulysse Briod passe son enfance et poursuit des études universitaires à Lausanne. Étudiant en théologie, il suit des cours de philosophie et de littérature à la Faculté des lettres. Il y rencontre à l'âge de vingt ans, Berthe Eimann - la future romancière Monique Saint-Hélier - qu'il épouse en 1917.
Le couple déménage à Berne où Ulysse Louis Briod poursuit ses études en philologie romane, français, histoire de l'art et allemand. Ils se convertissent au catholicisme en 1918 et choisissent les nouveaux prénoms de Blaise et Monique.
En 1926, Blaise Briod obtient un poste de haut fonctionnaire à l'Institut international de coopération intellectuelle de la Société des Nations. Chef adjoint de la section des relations littéraires, il s'occupe principalement de traduction, mettant sur pied le vaste projet d'une bibliographie internationale des traductions.
Peu après le décès de son épouse, Blaise Briod revient en Suisse, s'établit à Yverdon-les-Bains, puis à Vevey avec une nièce. Il occupe un poste d'enseignant en littérature française au gymnase du Belvédère à Lausanne, tout en poursuivant son activité de traducteur. Il donne également des cours au gymnase du soir. En janvier 1970, il épouse l'une de ses élèves ; ils auront une petite fille qui naîtra en juillet.

## Sources
- « Blaise Briod », sur la base de données des personnalités vaudoises sur la plateforme « Patrinum » de la Bibliothèque cantonale et universitaire de Lausanne.
- Blaise Briod portrait / poèmes, lettres à Marcel Bron 1927-1957, autres écrits
- édition établie et annotée par Alexandra Weber Berney éd. de l'Aire, 2004.